# Gymnastique artistique aux Jeux olympiques d'été de 2012 - sol hommes
Pour un article plus général, voir Gymnastique artistique aux Jeux olympiques d'été de 2012.
Navigation
Pékin 2008 Rio de Janeiro 2016
La finale du concours du sol hommes de gymnastique artistique des Jeux olympiques d'été de 2012 organisés à  Londres (Royaume-Uni), se déroule à la North Greenwich Arena le 5 août 2012.

## Médaillés
| Or      | Argent         | Bronze         |
| Zou Kai | Kōhei Uchimura | Denis Ablyazin |

## Faits marquants
La victoire revient au Chinois Zou Kai avec un score de 15.933. Il devance le Japonais Kōhei Uchimura et le Russe Denis Ablyazin qui ont tous deux réalisé 15.800, le Japonais remportant l'argent grâce à une meilleure note d'exécution que le Russe.

## Résultats

### Finale
| Rang               | Gymnaste           | Pays       | Score D | Score E | Pén. | Total  |
| ------------------ | ------------------ | ---------- | ------- | ------- | ---- | ------ |
| Médaille d'or      | Zou Kai            | Chine      | 6.900   | 9.033   |      | 15.933 |
| Médaille d'argent  | Kōhei Uchimura     | Japon      | 6.700   | 9.100   |      | 15.800 |
| Médaille de bronze | Denis Ablyazin     | Russie     | 7.100   | 8.700   |      | 15.800 |
| 4                  | Tomás González     | Chili      | 6.500   | 8.866   |      | 15.366 |
| 5                  | Jacob Dalton       | États-Unis | 6.400   | 8.933   |      | 15.333 |
| 6                  | Alexander Shatilov | Israël     | 6.600   | 8.733   |      | 15.333 |
| 7                  | Flavius Koczi      | Roumanie   | 6.700   | 8.500   | 0.1  | 15.100 |
| 8                  | Marcel Nguyen      | Allemagne  | 6.600   | 8.466   | 0.1  | 14.966 |

### Qualifications
| Rang | Gymnaste           | Pays       | Score D | Score E | Pen. | Total  |
| ---- | ------------------ | ---------- | ------- | ------- | ---- | ------ |
| 1    | Zou Kai            | Chine      | 6.900   | 8.933   |      | 15.833 |
| 2    | Kōhei Uchimura     | Japon      | 6.700   | 9.066   |      | 15.766 |
| 3    | Flavius Koczi      | Roumanie   | 6.700   | 8.966   |      | 15.666 |
| 4    | Jacob Dalton       | États-Unis | 6.600   | 9.033   |      | 15.633 |
| 4    | Alexander Shatilov | Israël     | 6.600   | 9.033   |      | 15.633 |
| 6    | Tomás González     | Chili      | 6.500   | 9.033   |      | 15.533 |
| 7    | Marcel Nguyen      | Allemagne  | 6.500   | 8.933   |      | 15.433 |
| 8    | Denis Ablyazin     | Russie     | 6.900   | 8.833   | 0.3  | 15.433 |